# Proletaryat in Concert
Proletaryat in Concert – trzeci album zespołu Proletaryat nagrany w listopadzie 1991 podczas koncertu w poznańskiej "Arenie", który był transmitowany na żywo w TVP2. Został wydany w 1993 przez Izabelin Studio. 

## Lista utworów
1. "Intro" – 3:33
2. "Hej naprzód marsz" – 1:36
3. "Żołnierz" – 2:29
4. "Wała" – 1:49
5. "Tienanmen" – 2:07
6. "Szybko o życiu" – 1:35
7. "1000 lat" – 2:40
8. "Chlajmy" – 1:30
9. "Sumienie generała" – 3:21
10. "Bogowie" – 3:32
11. "Zadania władzy" – 1:49
12. "Dlaczego ja?" – 4:21
13. "Proletaryat" – 2:43
14. "Pokój z kulą w głowie" – 2:24
15. "Czy to juz koniec?" – 2:14
16. "W imię nieważnych spraw" – 2:18
17. "Karaluch" – 2:27

## Skład
- Tomasz Olejnik – wokal
- Jarosław Siemienowicz – gitara
- Dariusz Kacprzak – gitara basowa
- Zbigniew Marczyński – perkusja

Realizacja:
- Andrzej Puczyński – producent
- Leszek Brzoza – foto